# High Park (Toronto Subway)

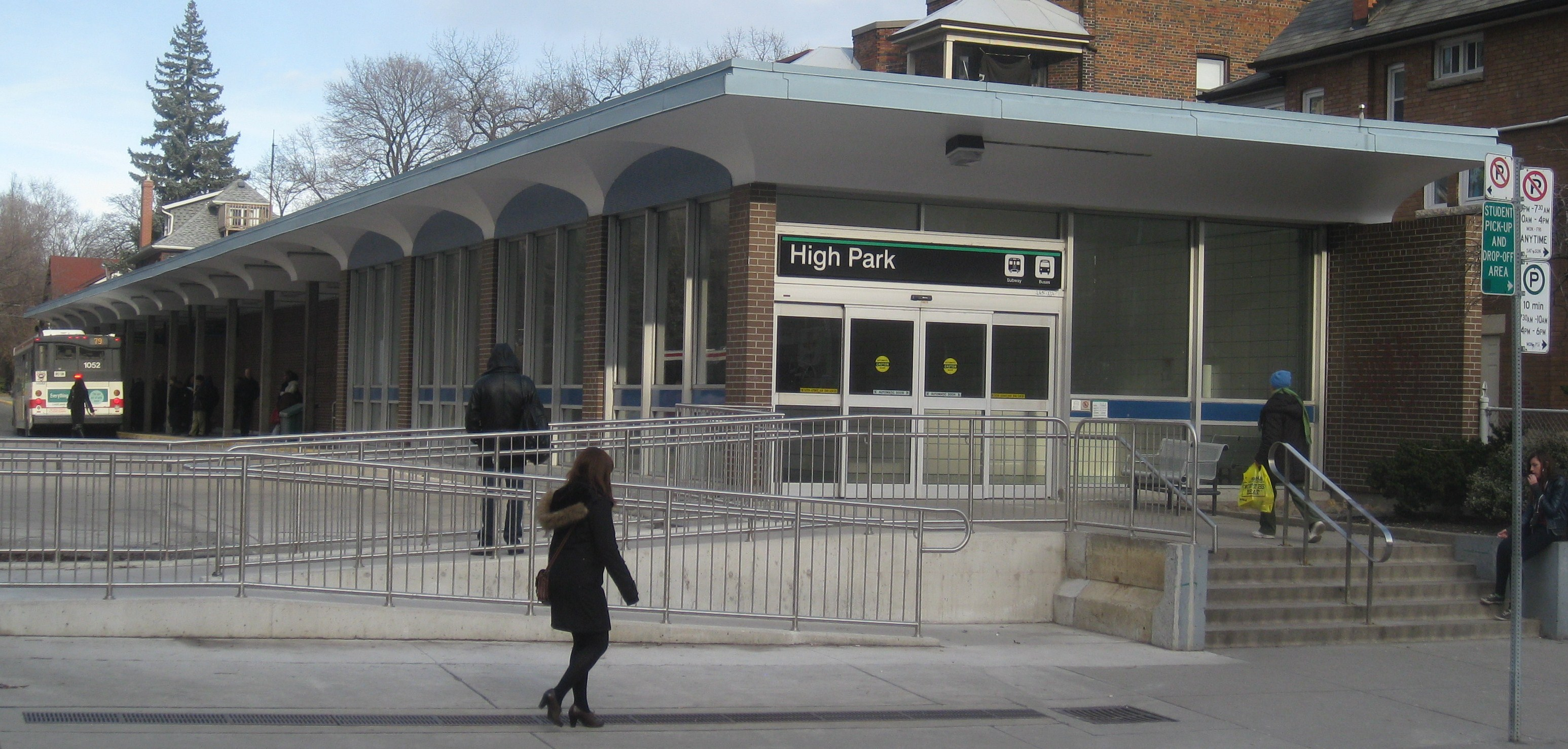
Eingang zur Station High Park

High Park ist eine unterirdische U-Bahn-Station in Toronto. Sie liegt an der Bloor-Danforth-Linie der Toronto Subway, an der Kreuzung von Bloor Street und Quebec Avenue. Die Station besitzt Seitenbahnsteige und wird täglich von durchschnittlich 12.080 Fahrgästen genutzt (2018).
Die Station liegt unmittelbar nördlich des High Park und ist nach diesem bedeutenden Naherholungsgebiet benannt. Der östliche Teil der Station ist unterirdisch, während der westliche Teil ebenerdig liegt. Es bestehen Umsteigemöglichkeiten zu zwei Buslinien der Toronto Transit Commsion. Die Eröffnung der Station erfolgte am 10. Mai 1968, zusammen mit dem Abschnitt Keele – Islington.